# 3-巯基丙腈
3-巯基丙腈是一种有机硫化合物，化学式为HSCH2CH2CN。它是一种双官能团化合物，含有巯基和氰基。
它可由硫脲与3-氯丙腈反应得到，生成的异硫脲盐可以水解为硫醇（巯基化合物）。与之相似的一种方法会生成二硫化物(SCH2CH2CN)2，它可被锌还原为硫醇。